# Ettore Thesorieri
Ettore Thesorieri, in alcuni casi trascritto anche come Ettore Tesorieri (Andria, 6 giugno 1553 – Cannara, 25 novembre 1638), è stato un notaio, cancelliere, compositore e poeta italiano.
Personaggio di rilievo nella vita amministrativa, politica e culturale dell'Umbria tra Cinquecento e Seicento. A lui si deve la composizione dello Stimolo Generoso di Virtute che ogni anno viene riproposto durante la cerimonia di apertura della Giostra della Quintana di Foligno. È autore di due messe in stile polifonico a 5 voci a cappella: Laudato sempre sia e In tribulatione e di una raccolta di liriche dal titolo La penna insensata. Degna di nota la sua corrispondenza epistolare con Torquato Tasso.

## Biografia
La sua formazione culturale e amministrativa parte da Bari per approdare a Napoli. Nella città partenopea compì gli studi giuridici (laurea In utroque iure ovvero sia in diritto civile che in quello canonico) e conobbe il Tasso, col quale restò in corrispondenza epistolare anche da Cannara. A Napoli e poi a Roma (dove giunse ai primi di novembre del 1590) rivestì i primi incarichi nelle segreterie private di importanti famiglie nobiliari, e proprio a Roma conobbe Giampaolo II Baglioni, che lo volle con sé a Cannara, per affidargli il controllo del suo "stato".
Siamo agli inizi degli anni novanta del Cinquecento. Da allora il Thesorieri vivrà a Cannara, ne diventerà cittadino e si unirà in matrimonio dapprima con Beatrice Contucci, poi, alla morte di lei, con Agata Feltri, entrambe discendenti da famiglie illustri, ricche e potenti.
Negli anni 1613-1614 risulta cancelliere nella città di Foligno. A lui i Priori affidano il compito di redigere il Regolamento della Giostra della Quintana che si svolse nel 1613, tenzone cavalleresca “attraverso la quale si sarebbe dovuto chiarire l'oscuro dubbio se fosse miglior cosa l'amore della Dama o l'onore del Principe”. Il Thesorieri compose dunque quello Stimolo Generoso di Virtute, che ogni anno viene riproposto quale incipit della famosa Giostra della Quintana di Foligno.
Questo personaggio ebbe un ingegno assai vivace e poliedrico, che si esplicò anche nel campo della poesia. Molte delle sue composizioni vennero pubblicate nel 1626 sotto il titolo di “La penna insensata”, con prefazione ai lettori di Francesco Cirocchi e sua dedica al conte Francesco Crescenti, con i timbri della stamperia Agostino Alterij di Foligno. Il Thesorieri scrisse anche due Messe: Missa cum quinque vocibus Laudato sempre sia il nome di Jesù, e di Maria, eseguita il 16 settembre 1618 nella Cappella Sistina sotto la direzione di Ruggero Giovannelli e In tribulatione. I rispettivi testi musicali, compresi in un unico manoscritto autografo, sono conservati nella Biblioteca Nazionale Centrale di Roma. 
Per i suoi meriti culturali, fu accolto nell'Accademia degli Insensati di Perugia.
Qualche giorno prima di morire, chiese e ottenne di entrare nel Terz'Ordine di S. Francesco. E così, nella sua stanza dove giaceva vecchio e malato, 
(dall'Archivio del Sacro Convento di Assisi, TOF di Cannara, Accettazioni e vestizioni 1621-1644 (36), c. 33v.)
Proprio in memoria di questa sepoltura il 18 aprile 2010 è stata posta nella chiesa parrocchiale di San Matteo a Cannara una lapide in marmo nell'altare laterale dedicato alla Madonna del Rosario.